# Hockey bei den Olympischen Spielen
Hockey wurde in London 1908 vom IOC ins olympische Programm aufgenommen. Die Frauen starteten im Hockey das erste Mal in Moskau 1980.
Gespielt wird unter freiem Himmel auf Kunstrasen, bis 2012 über 2 × 35 Minuten, seit 2016 über 4 × 15 Minuten. Es treten jeweils zehn Feld- und ein Torspieler gegeneinander an. Alle übrigen Hockeyvarianten sind nicht olympisch.

## Übersicht der Wettbewerbe
Es gibt zwei Wettbewerbe bei den Olympischen Spielen – jeweils einen für Männer und einen für Frauen.
| Wettbewerb             | 96 | 00 | 04 | 06 | 08 | 12 | 20 | 24 | 28 | 32 | 36 | 48 | 52 | 56 | 60 | 64 | 68 | 72 | 76 | 80 | 84 | 88 | 92 | 96 | 00 | 04 | 08 | 12 | 16 | 20 | 24 | 28 | 32 | Gesamt |
| ---------------------- | -- | -- | -- | -- | -- | -- | -- | -- | -- | -- | -- | -- | -- | -- | -- | -- | -- | -- | -- | -- | -- | -- | -- | -- | -- | -- | -- | -- | -- | -- | -- | -- | -- | ------ |
| Männer                 |    |    |    |    | •  |    | •  |    | •  | •  | •  | •  | •  | •  | •  | •  | •  | •  | •  | •  | •  | •  | •  | •  | •  | •  | •  | •  | •  | •  | •  |    |    | 25     |
| Frauen                 |    |    |    |    |    |    |    |    |    |    |    |    |    |    |    |    |    |    |    | •  | •  | •  | •  | •  | •  | •  | •  | •  | •  | •  | •  |    |    | 12     |
| Anzahl der Wettbewerbe |    |    |    |    | 1  |    | 1  |    | 1  | 1  | 1  | 1  | 1  | 1  | 1  | 1  | 1  | 1  | 1  | 2  | 2  | 2  | 2  | 2  | 2  | 2  | 2  | 2  | 2  | 2  | 2  |    |    | 37     |

## Ewiger Medaillenspiegel
Stand: 2024
| Rang | Land                                 | Goldmedaille | Silbermedaille | Bronzemedaille | Gesamt |
| ---- | ------------------------------------ | ------------ | -------------- | -------------- | ------ |
| 1    | Niederlande                          | 8            | 6              | 6              | 20     |
| 2    | / Indien                             | 8            | 1              | 4              | 13     |
| 3    | / Deutschland (davon BR Deutschland) | 5 (1)        | 6 (3)          | 5 (-)          | 16 (4) |
| 4    | Australien                           | 4            | 3              | 5              | 12     |
| 5    | Großbritannien (einschl. / 1908)     | 4            | 2              | 7              | 13     |
| 6    | Pakistan                             | 3            | 3              | 2              | 8      |
| 7    | Argentinien                          | 1            | 4              | 3              | 8      |
| 8    | Spanien                              | 1            | 3              | 1              | 5      |
| 9    | Belgien                              | 1            | 1              | 1              | 3      |
|      | Neuseeland                           | 1            |                |                | 1      |
|      | Simbabwe                             | 1            |                |                | 1      |
| 12   | Südkorea                             |              | 3              |                | 3      |
| 13   | China                                |              | 2              |                | 2      |
| 14   | Dänemark                             |              | 1              |                | 1      |
|      | Japan                                |              | 1              |                | 1      |
|      | Tschechoslowakei                     |              | 1              |                | 1      |
| 17   | Sowjetunion                          |              |                | 2              | 2      |
|      | Vereinigte Staaten                   |              |                | 2              | 2      |